# Lađevići (Ilijaš, BiH)
Lađevići je naselje u općini Ilijaš, Federacija BiH, BiH.